# Hanna (serie televisiva)
Hanna è una serie televisiva statunitense scritta e ideata da David Farr e basata sull'omonimo film del 2011. La serie viene distribuita su Prime Video di Amazon.
La prima stagione, composta da 8 episodi, è stata distribuita il 29 marzo 2019. Il 3 luglio 2020 è stata distribuita la seconda stagione, composta anch'essa da 8 episodi. Il 24 novembre 2021 è stata distribuita la terza e ultima stagione, composta da 6 episodi.

## Trama
Hanna è una ragazzina di 15 anni che vive con Erik, l'unico uomo che abbia mai conosciuto e che crede suo padre, in una parte remota di una foresta in Polonia.
Un tempo Erik reclutava giovani donne in gravidanza all'interno del programma della CIA, nome in codice UTRAX, dove il DNA dei bambini veniva migliorato così da creare dei super soldati. Quando Erik s'innamora di Johanna, la madre di Hanna, salva la bambina per poi sparire.
La CIA ordina così a Marissa, il suo agente sul campo, di chiudere il programma ed eliminare tutti i bambini. Dopo essere rimasti nascosti per 15 anni nelle foreste della Polonia, Erik ed Hanna attirano l'attenzione di Marissa che ha giurato di dar loro la caccia.

## Episodi
| Stagione         | Episodi | Pubblicazione USA | Pubblicazione Italia |
| ---------------- | ------- | ----------------- | -------------------- |
| Prima stagione   | 8       | 2019              | 2019                 |
| Seconda stagione | 8       | 2020              | 2020                 |
| Terza stagione   | 6       | 2021              | 2021                 |

## Personaggi e interpreti

### Personaggi principali
- Hanna (stagione 1 - 3), interpretata da Esme Creed-Miles e doppiata da Emanuela Ionica. Una ragazza che da neonata faceva parte del programma originale UTRAX e che fu salvata da Erik Heller che la allevò e la addestrò da solo, come se fosse sua figlia.
- Marissa Wiegler (stagione 1 - 3), interpretata da Mireille Enos. L'agente della CIA responsabile del programma originale UTRAX che ha un ossessivo interesse per Hanna e che poi si allea con Hanna nella seconda stagione, divantando una figura materna per lei.
- Erik Heller (stagione 1, ospite stagione 3), interpretato da Joel Kinnaman e doppiato da Alessandro Budroni. Un ex agente della CIA che ha lavorato per la UTRAX e che si è innamorato della madre di Hanna e quindi ha deciso di salvare Hanna. Durante la fuga seguente il salvataggio, la madre di Hanna perse la vita in un incidente; quindi Erik nascose Hanna, allevandola come se fosse sua figlia, e la addestrò a diventare una macchina da guerra.
- Dr. Roland Kunek (stagione 1), interpretato da Noah Taylor. Uno scienziato che ha progettato il regime per i giovani agenti nel programma successivo alla UTRAX.
- John Carmichael (stagione 2-3), interpretato da Dermot Mulroney. L'agente della CIA responsabile del programma successivo alla UTRAX.
- Gordon Evans / Il Presidente (stagione 3), interpretato da Ray Liotta. Il padre di Marissa Wiegler, capo dei Pionieri e l'uomo che tira i fili dietro Ultrax.

### Personaggi secondari
CIA:
- Jerome Sawyer (stagione 1), interpretato da Khalid Abdalla.
- Carl Meisner (stagione 1), interpretato da Justin Salinger.
- Jacobs (stagione 1), interpretato da Andy Nyman.
- Leo Garner (stagione 2), interpretato da Anthony Welsh. Supervisore dei Meadows, responsabile dell'indottrinamento dei tirocinanti.
- Terri Miller (stagione 2), interpretata da Cherrelle Skeete. Una nuova arrivata che è incaricata di utilizzare l'interazione dei social media per coltivare i tirocinanti ai Meadows.
- Joanne McCoy (stagione 2), interpretata da Katie Clarkson Hill. Una ufficiale della CIA che lavora sotto Carmichael presso i Meadows.

Inghilterra
- Sophie, interpretata da Rhianne Barreto. La migliore amica di Hanna, la cui famiglia ha incontrato Hanna in Marocco.

Germania:
- Rudi (stagione 1), interpretato da Stefan Rudoph.
- Elsa (stagione 1), interpretata da Katharina Heyer.
- Lucas (stagione 1), interpretato da Peter Ferdinando.
- Dieter (stagione 1), interpretato da Benno Fürmann.

Polonia:
- Johanna Petrescu (stagione 1), interpretata da Joanna Kulig. La madre di Hanna.

Utrax:
- Ragazza 249/Clara Mahan, interpretata da Yasmin Monet Prince. Una tirocinante presso la struttura UTRAX che viene salvata e fugge con Hanna.
- Ragazza 242/Sandy Phillips, interpretata da Áine Rose Daly. Una tirocinante presso la struttura UTRAX che viene trasferita a Meadows.
- Jules Allen (stagione 2), interpretata da Gianna Kiehl. Una tirocinante presso la struttura Meadows con cui Sandy fa amicizia.

Altri
CIA e UTRAX:
- False Marissa (stagione 1), interpretata da Michelle Duncan.
- McArthur (stafione 1), interpretata da Varada Sethu. Analista della CIA.
- Terapista della CIA , interpretata da Dorothy Atkinson.
- Agente Turner, interpretato da Noof McEwan.
- Ufficiale della CIA, interpretata da Alexandra Szücs.
- Carter, interpretato da Simon Cotton. Ufficiale della CIA,
- Infermiera dell'UTRAX, interpretata da Karen Gagnon.
- Carlsson (stagione 1), interpretato da Andrea Deck.
- Sonia Richter (stagione 2), interpretata da Emma D'Arcy. Una nuova aggiunta all'ufficio di Marissa a Parigi, ma in realtà sta lavorando per Carmichael.
- Scienziato dell'UTRAX, interpretato da Noah Taylor.
- Jones, responsabile della sicurezza UTRAX, interpretato da Osi Okerafor.
- Apprendista 217, interpretata da Jasmine Breinburg.

Inghilterra:
- Rachel (stagione 1), interpretata da Lyndsey Marshal. La madre di Sophie.
- Tom (stagione 1), interpretato da Phaldut Sharma. Il padre di Sophie.
- Jay, interpretato da Kemaal Deen-Ellis. Il fratello di Sophie.
- Gina, interpretata da Anna Devlin.
- Dan, interpretato da Leo Flanagan.
- Anton, interpretato da Gamba Cole.
- Herra, interpretata da Liana Rae.

Germania:
- Sara Heller (stagione 1), interpretata da Ursula Werner.
- Sima (stagione 1), interpretata da Narges Rashidi. La moglie di Dieter.
- Armin, interpretato da Leonard Rosik. Il figlio di Dieter e Sima.
- Bijan, interpretato da Leo Farahwaschy.

Francia:
- Olivier Moreau, interpretato da Félicien Juttner. Il fidanzato di Marissa.
- Benoit Moreau, interpretato da Giles Norris-Tari. Il figlio di Olivier.

Romania:
- Emil Prodna, interpretato da Alexander Mikic. Il padre biologico di Hanna.
- Maria Prodna, interpretata da Christina Catalina. La moglie di Emil.
- La figlia di Emil e Maria, interpretata da Audrey Marodi.
- Il figlio di Emil e Maria, interpretato da Roland Csikkel.

## Produzione

### Sviluppo
Il 23 maggio 2017 venne annunciato che Amazon aveva ordinato la serie, basata sul film del 2011 diretto da Joe Wright. David Farr, che ha co-scritto il film, ha scritto anche la serie. Tra i produttori esecutivi appaiono Marty Adelstein, Becky Clements, Scott Nemes e JoAnn Alfano. Le case di produzione coinvolte sono la NBCUniversal International Studios, Tomorrow Studios, Working Title Television, Focus Features e Amazon Studios.
L'8 febbraio 2018 è stato annunciato che la serie sarebbe stata diretta da Sarah Adina Smith e che Working Title Television, con i produttori esecutivi Tim Bevan ed Eric Fellner, si erano uniti alla produzione. L'11 aprile 2019 Amazon ha rinnovato la serie per una seconda stagione, la cui distribuzione è avvenuta il 3 luglio 2020. Il 13 luglio 2020 Amazon ha rinnovato la serie per una terza stagione.

### Casting
L'8 febbraio 2018 è stato annunciato che Mireille Enos, Joel Kinnaman ed Esme Creed-Miles erano stati scelti per i ruoli principali della serie. Nel settembre 2019 è stato riferito che Dermot Mulroney, Anthony Welsh, Severine Howell-Meri, Cherelle Skeete e Gianna Kiehl si stavano unendo al cast di Hanna per la seconda stagione, con Yasmin Monet Prince e Áine Rose Daly che tornano dalla prima stagione.

### Riprese
Le riprese principali della serie sono iniziate nel marzo del 2018 in Ungheria, Slovacchia, Spagna e Regno Unito. Le riprese si sarebbero tenute anche nel porto di Almería e in quello di Estación Intermodal.
Le riprese della seconda stagione si sono svolte nel Regno Unito, a Barcellona, a Parigi e anche nel dipartimento francese Nord, che è stata fatta passare per  la città di Charleroi, in Belgio.

## Promozione
Il 4 gennaio 2019 è stato pubblicato un teaser trailer per la serie. Il 30 gennaio 2019 è stato rilasciato un altro trailer, che è stato anche trasmesso durante il Super Bowl LIII.

## Distribuzione
Il 30 gennaio 2019, è stato annunciato che la serie sarebbe stata presentata in anteprima il 3 febbraio.
La prima stagione, composta da 8 episodi, è stata distribuita su Amazon Prime Video il 29 marzo 2019; Il 3 febbraio, in coincidenza con la trasmissione di un promozionale della serie durante il Super Bowl LIII, il primo episodio è stato reso disponibile per sole ventiquattro ore su Prime Video.

## Accoglienza
Su Rotten Tomatoes, la serie detiene una valutazione di approvazione del 67% con una valutazione media di 6.59/10, basata su 39 recensioni. Il consenso della critica recita: "Una rivisitazione grintosa del film del 2011, Hanna aggiunge nuove rughe alla mitologia e alla trama dell'assassino titolare - sebbene il lungo viaggio della serie possa mettere alla prova la pazienza degli spettatori che vogliono le loro violente favole concise.". Su Metacritic, ha un punteggio medio ponderato di 57 su 100 basato sulle recensioni di 15 critici, che indica "Recensioni miste o medie".
Nick Allen di RogerEbert.com ha dato alla serie una recensione negativa, dicendo che "è uno degli esempi più esasperanti nel recente adattamento cinematografico, e non solo perché è così simile al'originale del 2011, Hanna di Joe Wright".